# Teofil Nepomucen Berwiński
Teofil Nepomucen Berwiński (ur. 16 maja 1823 w Polwicy pod Zaniemyślem, zm. 21 stycznia 1865 w Poznaniu) – historyk, nauczyciel gimnazjalny, pedagog i działacz społeczny. 

## Życiorys
Był uczniem gimnazjum Marii Magdaleny w Poznaniu oraz gimnazjum w Trzemesznie. Studiował na uniwersytetach we Wrocławiu i w Berlinie.
Efektem jego pracy było kilka rozpraw historycznych. Pozostawił także niedokończony podręcznik do dziejów starożytnych. 
Był członkiem Poznańskiego Towarzystwa Przyjaciół Nauk oraz Towarzystwa Literacko-Słowiańskiego we Wrocławiu.
Zmarł w Poznaniu, gdzie spoczywa na cmentarzu Zasłużonych Wielkopolan.